# Boris Spremo
Boris Spremo (srbskou azbukou: Борис Спремо, 20. října 1935, Susak – 21. srpna 2017, Toronto) byl kanadský fotožurnalista chorvatského původu. Byl prvním fotoreportérem, který obdržel Řád Kanady.

## Kariéra
Po absolvování Bělehradského kinematografického institutu se v roce 1957 přestěhoval přes Paříž do Kanady. V letech 1962 až 1966 pracoval pro The Globe and Mail a svou kariéru zakončil u Toronto Star. Magazín Toronto Star ho později nazval „legendou v oboru“. Některé z jeho fotografií se objevily v kanadských i amerických časopisech. Byl známý svými kolážemi zachycujícími život v Torontu.
V roce 1989 o Borisi Spremovi natočil český režisér a fotograf Vladimír Kabelík dokumentární film „Boris“, zachycující život a dílo legendárního kanadského fotoreportéra (Canadian Broadcasting Corporation).

## Ocenění
Spremo za svou práci získal mnoho regionálních a mezinárodních ocenění, včetně ceny World Press Photo, první pro Kanaďana. Byl jmenován členem Řádu Kanady v roce 1997 generálním guvernérem Roméo LeBlancem v Rideau Hall v Ottawě. Byl prvním fotoreportérem, který tuto cenu obdržel.

## Smrt
Spremo zemřel 21. srpna 2017 v torontské nemocnici Sunnybrook ve věku 81 let na komplikace myelomu.

## Galerie

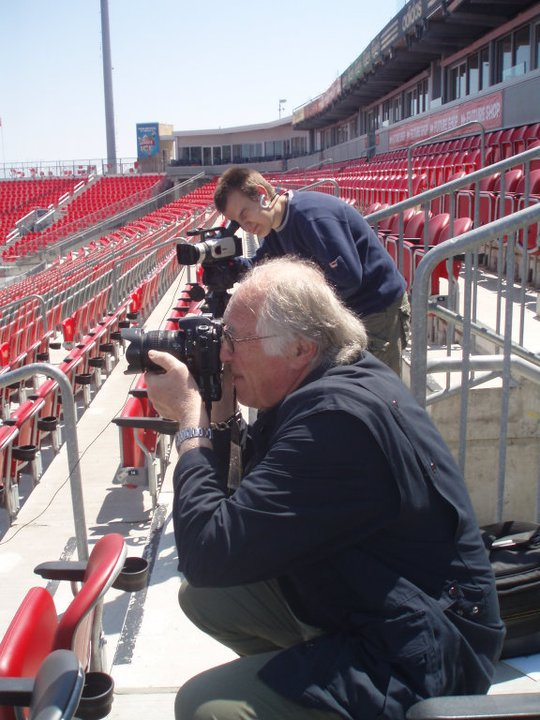
Boris Spremo a Djuradj Vujcic
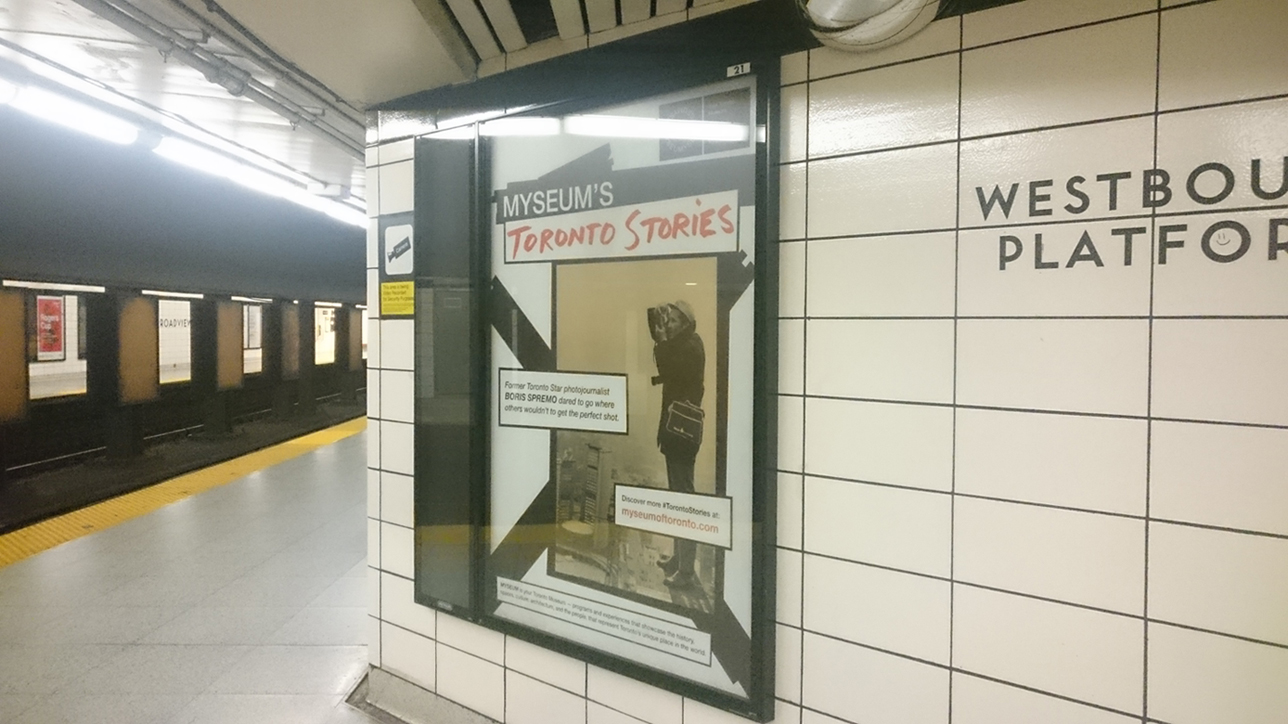
Plakát Borise Sprema, cyklus Toronto Stories, Myseum, k vidění ve veřejné dopravě v Torontu